# خاطرات در مه
خاطرات در مه (به بنگالی: Kaalpurush) فیلمی است محصول سال ۲۰۰۵ و به کارگردانی بودادب داسگوپتا است. در این فیلم بازیگرانی همچون میتون چاکرابورتی، راهول بس، سمیرا ردی و شارمان موکرجی ایفای نقش کرده‌اند.